# Cratere Gautier
Gautier  è un cratere sulla superficie di Venere. Deve il suo nome a Judith Gautier, scrittrice francese.